# Liuran de Besièrs
Liuran de Besièrs (en francès Lieuran-lès-Béziers) és un municipi occità del Llenguadoc, situat al departament de l'Erau, a la regió d'Occitània.